# ジェームズ・トムソン (1700年生の詩人)
ジェームズ・トムソン（James Thomson、1700年9月11日 - 1748年8月27日）は、スコットランド出身のイギリスの詩人、劇作家である。彼の代表作には、自然詩の傑作とされる『四季』や、イギリスの愛国歌として広く知られる『ルール・ブリタニア』の歌詞などが挙げられる。

## 生涯
ジェームズ・トムソンは1700年9月11日、スコットランドのロークスバラシャーにあるエドナムに生まれた。父は牧師であり、彼はエディンバラ大学で神学を学んだ。しかし、次第に詩作への関心を深め、1725年にロンドンへ移り住んだ。ロンドンでは、貴族や文学者たちのパトロンを得て、詩人としてのキャリアを築き始める。彼は生計を立てるため、家庭教師なども務めた。1748年8月27日に死去し、リッチモンド・アポン・テムズのセント・メアリー教会に埋葬された。

## 主要作品
トムソンの作品は、18世紀イギリス文学において重要な位置を占める。

### 『四季』（The Seasons）
『四季』は、トムソンの最も有名かつ影響力の大きい作品である。1726年に『冬』が最初に発表され、その後『夏』（1727年）、『春』（1728年）、『秋』（1730年）が続々と発表された。最終的には1730年に全編が完成し、改訂を重ねながら多くの版が出版された。この長編詩は、各季節の風景、気候、動物、そして人間の営みを詳細に描写し、自然への深い観察と哲学的な考察が融合している。特に、自然の美しさや偉大さを讃えるだけでなく、その厳しさや神秘性にも触れている点が特徴である。この作品は、その後のロマン主義の詩人たちに大きな影響を与えたとされる。

### 『怠惰の城』（The Castle of Indolence）
『怠惰の城』は、トムソンの晩年の作品であり、1748年に出版された。これはスペンサー風の詩であり、怠惰の誘惑と美徳としての勤勉をテーマとしている。夢想的な雰囲気と豊かなイメージに満ちた作品であり、寓意的な要素が強い。

### 『ルール・ブリタニア』（Rule, Britannia!）
『ルール・ブリタニア』は、1740年に発表された仮面劇『アルフレッド（Alfred）』のために書かれた楽曲の一部である。トマス・アーンが曲をつけたこの歌は、すぐに人気を博し、イギリスの非公式な国歌として広く親しまれるようになった。「ブリタニアよ、波を統べよ！ブリトン人は決して奴隷とならないだろう」という歌詞は、イギリスの海洋国家としての誇りと自由への意志を力強く表現している。また、この歌には奴隷制度からの自由を訴えるメッセージも込められていたとされる。

## 奴隷制度廃止論者としての側面
ジェームズ・トムソンは、同時代においては先駆的な奴隷制度廃止論者であったと評価されている。彼の作品、特に『四季』や『自由（Liberty）』の中には、奴隷制度の不道徳性を批判し、人間の普遍的な自由と尊厳を訴える記述が見られる。当時のイギリスでは奴隷貿易が盛んであったため、彼のこのような立場は、当時の社会において強いメッセージ性を持っていた。

## 影響
トムソンの作品は、18世紀後半から19世紀にかけてのイギリス文学に多大な影響を与えた。特に『四季』は、その後の自然詩やロマン主義の発展に貢献し、ウィリアム・ワーズワースなどの詩人たちに影響を与えたとされる。また、『ルール・ブリタニア』は、現在に至るまでイギリスの国民的愛唱歌として歌い継がれている。